# Luis Collantes
Luis Collantes (Lima, provincia de Lima, Perú, 12 de noviembre de 1982) es un exfutbolista peruano. Jugaba de centrocampista. Tiene 42 años. 

## Trayectoria
Collantes inició su carrera como futbolista en 2004 en Unión de Campeones, equipo filial de Universitario de Deportes al que fue ascendido en 2005. Ese mismo año fue fichado por Unión Huaral donde permaneció durante dos temporadas. En el año 2007 pasó a Total Clean y luego a Sport Áncash. En 2009 fue cedido en préstamo a Cienciano y ese mismo año regresó a Sport Áncash, para posteriormente fichar por José Gálvez.

## Clubes
| Club                      | País | Año         |
| ------------------------- | ---- | ----------- |
| Unión de Campeones        | Perú | 2004        |
| Universitario de Deportes | Perú | 2005        |
| Unión Huaral              | Perú | 2005 - 2006 |
| Total Clean               | Perú | 2007        |
| Sport Áncash              | Perú | 2007 - 2008 |
| Cienciano                 | Perú | 2009        |
| Sport Áncash              | Perú | 2009        |
| José Gálvez               | Perú | 2010        |